# Death of a Bachelor
Death of a Bachelor è il quinto album in studio del gruppo rock statunitense Panic! at the Disco, pubblicato nel gennaio 2016.
Il disco è stato scritto, composto e registrato interamente da Brendon Urie, dopo l'addio alla band di Spencer Smith e Dallon Weekes, avvenuto nel 2015.

## Tracce
1. Victorious – 2:58
2. Don't Threaten Me with a Good Time – 3:33
3. Hallelujah – 3:00
4. Emperor's New Clothes – 2:38
5. Death of a Bachelor
6. Crazy=Genius – 3:18
7. LA Devotee – 3:16
8. Golden Days – 4:14
9. The Good, the Bad and the Dirty – 2:51
10. House of Memories (featuring Dylan Schwab) – 3:28
11. Impossible Year – 3:22